# Zýgi
Zýgi är en ort i Cypern.   Den ligger i distriktet Eparchía Lárnakas, i den sydöstra delen av landet, vid Medelhavet. Zýgi ligger 13 meter över havet och antalet invånare är 526.
Terrängen runt Zýgi är kuperad åt nordväst. I omgivningen finns jordbruksmark. 